# Mikulášovice střed
Mikulášovice střed – przystanek kolejowy w Mikulášovicach, w kraju usteckim, w Czechach. Znajduje się na wysokości 425 m n.p.m.
Jest zarządzany przez Správę železnic. Na przystanku nie ma możliwości zakupu biletów, a obsługa podróżnych odbywa się w pociągu.

## Linie kolejowe
- 084 Rumburk – Panský – Mikulášovice